# Korea miniszterelnökeinek listája
A történelmi Korea miniszterelnökei, akik 1894 és 1910 között voltak hivatalban, a Csoszon-korszak utolsó éveitől a Koreai Császárság végéig.
| Kungmu cshongni (국무 총리, Kungmu chongni)            | Kungmu cshongni (국무 총리, Kungmu chongni) | Kungmu cshongni (국무 총리, Kungmu chongni) | Kungmu cshongni (국무 총리, Kungmu chongni) | Kungmu cshongni (국무 총리, Kungmu chongni) |
| ------------------------------------------------------ | ------------------------------------------- | ------------------------------------------- | ------------------------------------------- | ------------------------------------------- |
| #                                                      | Kép                                         | Név                                         | Hangul                                      | Hivatalban                                  |
| 1                                                      |                                             | Kim Hongdzsip (Kim Hong-jib)                | 김홍집                                      | 1894. július 15. – 1894. december 17.       |
| 2                                                      | 1894. december 17. – 1895. április 1.       | Kim Hongdzsip (Kim Hong-jib)                | 김홍집                                      |                                             |
| Negakcshongnidesin (내각총리대신, Naegakchongnidaesin) |                                             |                                             |                                             |                                             |
| #                                                      | Kép                                         | Név                                         | Hangul                                      | Hivatalban                                  |
| 1                                                      |                                             | Kim Hongdzsip (Kim Hong-jib)                | 김홍집                                      | 1895. április 1. – 1895. május 5.           |
| 2                                                      |                                             | Pak Csongjang (Bak Jeong-yang)              | 박정양                                      | 1895. május 8. – 1895. július 5.            |
| 3                                                      |                                             | Kim Hongdzsip (Kim Hong-jib)                | 김홍집                                      | 1895. július 5. – 1895. augusztus 20.       |
| 4                                                      | 1895. augusztus 20. – 1896. február 11.     | Kim Hongdzsip (Kim Hong-jib)                | 김홍집                                      |                                             |
| 5                                                      |                                             | Kim Bjongsi (Kim Byeong-si)                 | 김병시                                      | 1896. február 11. – 1896. április 22.       |
| 6                                                      |                                             | Jun Jongszon (Yun Yong-seon)                | 윤용선                                      | 1896. április 22. – 1896. szeptember 24.    |
| Idzsongdesin (의정대신, Uijeongdaesin)                 |                                             |                                             |                                             |                                             |
| #                                                      | Kép                                         | Név                                         | Hangul                                      | Hivatalban                                  |
| 1                                                      |                                             | Kim Bjongsi (Kim Byeong-si)                 | 김병시                                      | 1896. szeptember 24. – 1897. január 10.     |
| 2                                                      | 1896. február 19. – 1896. április 18.       | Kim Bjongsi (Kim Byeong-si)                 | 김병시                                      |                                             |
| 3                                                      |                                             | Sim Szunthek (Sim Sun-taek)                 | 심순택                                      | 1897. augusztus 1. – 1897. december 10.     |
| 4                                                      |                                             | Kim Bjongsi (Kim Byeong-si)                 | 김병시                                      | 1898. július 21. – 1896. augusztus 12.      |
| 5                                                      |                                             | Sim Szunthek (Sim Sun-taek)                 | 심순택                                      | 1898. szeptember 24. – 1898. október 11.    |
| 6                                                      |                                             | Jun Jongszon (Yun Yong-seon)                | 윤용선                                      | 1898. október 21. – 1898. október 27.       |
| 7                                                      |                                             | Cso Bjongsze (Jo Byeong-se)                 | 조병세                                      | 1898. november 5. – 1898. december 6.       |
| 8                                                      |                                             | Jun Jongszon (Yun Yong-seon)                | 윤용선                                      | 1899. június 27. – 1900. január 2.          |
| 9                                                      | 1900. január 29. – ?                        | Jun Jongszon (Yun Yong-seon)                | 윤용선                                      |                                             |
| 10                                                     | 1900. augusztus 10. – 1900. augusztus 24.   | Jun Jongszon (Yun Yong-seon)                | 윤용선                                      |                                             |
| 11                                                     | 1900. szeptember 1. – 1901. április 7.      | Jun Jongszon (Yun Yong-seon)                | 윤용선                                      |                                             |
| 12                                                     | 1901. június 15. – 1901. augusztus 24.      | Jun Jongszon (Yun Yong-seon)                | 윤용선                                      |                                             |
| 13                                                     |                                             | Sim Szunthek (Sim Sun-taek)                 | 심순택                                      | 1901. augusztus 25. – 1901. szeptember 12.  |
| 14                                                     |                                             | Jun Jongszon (Yun Yong-seon)                | 윤용선                                      | 1901. szeptember 23. – 1902. május 24.      |
| 15                                                     |                                             | Sim Szunthek (Sim Sun-taek)                 | 심순택                                      | 1902. május 24. – 1902. június 2.           |
| 16                                                     |                                             | Jun Jongszon (Yun Yong-seon)                | 윤용선                                      | 1902. június 7. – 1902. december 14.        |
| 17                                                     |                                             | I Gunmjong (Yi Geun-myeong)                 | 이근명                                      | 1903. január 22. – 1903. május 15.          |
| 18                                                     |                                             | Jun Jongszon (Yun Yong-seon)                | 윤용선                                      | 1903. május 25. – 1903. július 12.          |
| 19                                                     |                                             | I Gunmjong (Yi Geun-myeong)                 | 이근명                                      | 1903. szeptember 12. – 1904. január 22.     |
| 20                                                     | 1904. január 25. – 1904. március 17.        | I Gunmjong (Yi Geun-myeong)                 | 이근명                                      |                                             |
| 21                                                     | 1904. november 5. – 1905. január 7.         | I Gunmjong (Yi Geun-myeong)                 | 이근명                                      |                                             |
| 22                                                     |                                             | Min Jonggju (Min Yeong-gyu)                 | 민영규                                      | 1906. május 28. – 1906. június 12.          |
| 23                                                     |                                             | Cso Bjongho (Jo Byeong-ho)                  | 조병호                                      | 1906. június 18. – 1906. július 5.          |
| 24                                                     | 1906. december 22. – 1907. február 4.       | Cso Bjongho (Jo Byeong-ho)                  | 조병호                                      |                                             |
| Negakcshongnidesin (내각총리대신, Naegakchongnidaesin) |                                             |                                             |                                             |                                             |
| #                                                      | Kép                                         | Név                                         | Hangul                                      | Hivatalban                                  |
| 1                                                      |                                             | I Vanjong (Lee Wan-yong)                    | 이완용                                      | 1907. június 14. – 1910. augusztus 22.      |